# Yira Sor
Yira Collins Sor (* 24. Juli 2000 in Lagos) ist ein nigerianischer Fußballspieler, der hauptsächlich als Rechtsaußen spielt.

## Karriere

### Vereine
Sor begann seine Karriere bei der Family Love Academy in Port Harcourt, bevor er zu 36 Lion in Lagos wechselte. Im Februar 2021 unterzeichnete Sor einen Vertrag beim tschechischen Erstligisten Baník Ostrava. Dort erzielte Sor drei Ligatore und gab fünf Assists in der ersten Hälfte der Saison 2021/22.
Am 21. Januar 2022 bestätigte Slavia Prag die Verpflichtung von Sor. Er unterschrieb einen Vertrag bis Dezember 2026. Am 24. Februar 2022 erzielte Sor seine ersten Tore für Slavia Prag, als er zweimal beim 3:2-Sieg über Fenerbahçe Istanbul in der UEFA Europa Conference League traf. Er erzielte erneut zwei Tore im Achtelfinale des Wettbewerbs im Hinspiel gegen den LASK. Insgesamt kommt er in der Conference League 2021/22 auf 6 Einsätze erreichte dabei 6 Treffer und 3 Vorlagen. In der darauffolgenden Saison kam Sor zu 4 Einsätzen in der Conference League, dieses Mal ohne Treffer.
Ende Dezember 2022 wechselte er zum Jahreswechsel zum belgischen Erstdivisionär KRC Genk. Sors unterzeichnete einen Vertrag bis Sommer 2027. In der Saison 2022/23 bestritt er 20 von 22 möglichen Ligaspielen, in denen er ein Tor schoss, sowie zwei Pokalspiele. In der nächsten Saison waren es erneut 20 von diesmal 41 möglichen Ligaspielen, in denen sechs Tore schoss. Ab Mitte März 2024 fiel er wegen einer Leistenverletzung bis zum Saisonschluss aus. Dazu kamen zwei Pokalspiele mit einem Tor und neun Spiele im Europapokal.

### Nationalmannschaft
Sor absolvierte zwei Einsätze für die nigerianische U20-Nationalmannschaft bei der U-20-Fußball-Weltmeisterschaft 2019 in Polen.